# Stazione meteorologica di Vercelli
La stazione meteorologica di Vercelli è la stazione meteorologica di riferimento relativa alla città di Vercelli.

## Coordinate geografiche
La stazione meteorologica si trova nell'Italia nord-occidentale, in Piemonte, nel comune di Vercelli, a 135 metri s.l.m. e alle coordinate geografiche 45°20′N 8°22′E.

## Dati climatologici
In base alla media trentennale di riferimento 1961-1990, la temperatura media del mese più freddo, gennaio, si attesta a +0,6 °C; quella del mese più caldo, luglio, è di +23,4 °C.
La media annuale di precipitazioni, sulla base settantennale di riferimento 1932-2003, è di 824.1 mm e il mese più piovoso è maggio. La media annuale della velocità del vento basandosi sul periodo 1940-2003 è di 3.2 km/h. 
| Vercelli                           | Mesi    | Mesi    | Mesi    | Mesi    | Mesi  | Mesi    | Mesi    | Mesi    | Mesi    | Mesi    | Mesi  | Mesi    | Stagioni | Stagioni | Stagioni | Stagioni | Anno  |
| Vercelli                           | Gen     | Feb     | Mar     | Apr     | Mag   | Giu     | Lug     | Ago     | Set     | Ott     | Nov   | Dic     | Inv      | Pri      | Est      | Aut      | Anno  |
| ---------------------------------- | ------- | ------- | ------- | ------- | ----- | ------- | ------- | ------- | ------- | ------- | ----- | ------- | -------- | -------- | -------- | -------- | ----- |
| T. max. media (°C)                 | 4,6     | 8,4     | 13,1    | 18,3    | 22,7  | 26,7    | 29,2    | 28,3    | 24,7    | 18,3    | 10,6  | 5,3     | 6,1      | 18,0     | 28,1     | 17,9     | 17,5  |
| T. min. media (°C)                 | −3,4    | −2,0    | 1,5     | 6,4     | 12,3  | 16,2    | 17,7    | 16,2    | 11,8    | 7,0     | 2,8   | −1,7    | −2,4     | 6,7      | 16,7     | 7,2      | 7,1   |
| Precipitazioni (mm)                | 44,4    | 46,7    | 62,8    | 82,2    | 93,2  | 73,6    | 54,2    | 61,0    | 70,8    | 88,4    | 93,0  | 54,0    | 145,1    | 238,2    | 188,8    | 252,2    | 824,3 |
| Giorni di pioggia                  | 4,9     | 4,4     | 5,8     | 7,2     | 8,5   | 6,8     | 4,9     | 5,7     | 5,5     | 6,9     | 6,9   | 5,4     | 14,7     | 21,5     | 17,4     | 19,3     | 72,9  |
| Umidità relativa media (%)         | 84      | 78      | 70      | 66      | 65    | 65      | 64      | 68      | 73      | 79      | 84    | 85      | 82,3     | 67       | 65,7     | 78,7     | 73,4  |
| Eliofania assoluta (ore al giorno) | 2,3     | 3,6     | 4,5     | 5,6     | 6,4   | 7,8     | 8,6     | 7,6     | 5,2     | 3,4     | 2,4   | 2,0     | 2,6      | 5,5      | 8,0      | 3,7      | 5,0   |
| Vento (direzione-m/s)              | WSW 2,1 | SSW 2,9 | SSW 4,0 | SSW 5,1 | S 4,9 | SSW 4,1 | SSW 3,2 | SSW 2,7 | SSW 2,6 | SSW 2,4 | N 2,3 | WSW 2,0 | 2,3      | 4,7      | 3,3      | 2,4      | 3,2   |